# Ilybius obtusus
Ilybius obtusus är en skalbaggsart som beskrevs av Sharp 1882. Ilybius obtusus ingår i släktet Ilybius och familjen dykare. Inga underarter finns listade i Catalogue of Life.